# Туга (филм)
„Туга” је југословенски ТВ филм из 1966. године. Режирао га је Славољуб Стефановић Раваси а сценарио је написао Слободан Стојановић.

## Улоге
| Глумац                   | Улога |
| ------------------------ | ----- |
| Стојан Столе Аранђеловић |       |
| Бранислав Цига Јеринић   |       |
| Љуба Ковачевић           |       |
| Олга Савић               |       |